# 牛首村
『牛首村』（うしくびむら）（英題：OX HEAD VILLAGE）は、2022年2月18日に公開された日本のホラー映画。富山県と石川県（一部を除く）の映画館では、2月11日より先行上映が行われた。監督は清水崇。主演は映画初出演かつ初主演のKōki,。
『犬鳴村』、『樹海村』に続く「実録! 恐怖の村シリーズ」の第3弾。北陸地方最凶の心霊スポットとして実在する坪野鉱泉を舞台としており、実際に現地でも撮影が行われた。

## 製作
本作は監督の清水曰く「3つともシリーズとはいえ別々の話で、どれから見ていただいても大丈夫なようにできているけど、今回の作品をきっかけに前の『犬鳴村』『樹海村』も見て頂けたらなという思いもありバラバラの話だけど3つとも実は同じ登場人物が出てきたり『あれ・・・前作で死んじゃったはずなのに…』っていう人もおり細かいところで、実は妙なリンクがされている」という。また本作では監督によると「屋上からある（作中の）人物が、あることをするシーンがあり、あそことかもホラー映画なんですけどちょっと笑ってもらいたい、ユーモアのコメディ・リリーフが盛り込まれてたりなので、ホラー苦手な方にこそね、楽しんで見てもらえたらと思うんですね」とも述べている。

## あらすじ
東京に暮らす女子高生の雨宮奏音は、ある日同級生の香月蓮から、詩音という少女が行方不明になる心霊動画を見せられた。その少女は奏音に瓜二つで、牛の首のマスクを強引に被せられ、廃墟に閉じ込められたきり姿を消したのだ。その少女に妙な親近感を覚えた奏音は、何かに押されるように、動画が撮影された富山県の坪野鉱泉へ向かう。
蓮をお供に連れて、地元で情報を求め歩いた奏音は、行方不明の詩音の交際相手である将太と出会った。将太の案内で詩音の家を訪ねる奏音たち。そこには詩音の家族と共に、出張中のはずの奏音の父がいた。奏音と詩音は双子の姉妹だったのだ。奏音に妹の記憶が無いのは、4歳の頃に何日間も行方不明になり、発見された時に過去の全ての記憶を失っていたからだった。
この土地の忌まわしい風習について、奏音に語る祖父。祖父母が生まれた牛首村では、双子は不吉とされ、7歳になると片方を守り神である牛頭の神に返した。すなわち、鍾乳洞の深い穴に突き落としたのだ。奏音の祖母も、双子の妹の奇子を失っていたが、4歳の奏音は発見された時に、「奇ちゃんと遊んでいた」と語った。奇子の祟りだと恐れた両親は、二度と奏音を失うまいと敢えて離婚し、父が奏音だけを連れて土地を離れたのだった。
詩音を行方不明にさせた二人の少女は、その後、相次いで自殺していた。現地で知り合ったホラー好きの山崎も、牛の頭を被る幻影に襲われ、事故死した。怯えて一人で帰京しようとした蓮も怨霊に襲われ、謎の死を遂げた。死体置き場で蓮の遺体と対面する奏音と将太。その直後、奏音と将太は鍾乳洞の地下空間に移動していた。そこは数十年前の世界で、成長した奇子と、行方不明だった詩音が閉じ込められていた。奇子はその時点では穴の底で生き延びており、恨みから怨霊と化したのだった。
穴から詩音を助け出す奏音と将太。怨霊たちに追われたが、三人は何とか現実世界に戻る事が出来た。元通りに東京と富山で平穏に暮らす奏音と詩音。だが、ふと振り返った詩音の顔は、奇子になっていた。

## キャスト
- 雨宮奏音 / 三澄詩音（二役[11]）：Kōki,[12][13]
- 香月蓮：萩原利久[13][14]
- 倉木将太：高橋文哉[13][14]
- 奇子：芋生悠[14]
- アキナ：大谷凜香[13][14]
- ミツキ：莉子[13][14]
- 三澄妙子：竜のり子[13]
- 山崎壮志：松尾諭[13][14]
- 三澄風歌：堀内敬子[13][14]
- 雨宮直樹：田中直樹（ココリコ）[13][14]
- 三澄実：麿赤兒[13][14]
- バスのお母さん：奥菜恵

## スタッフ
- 監督：清水崇
- 脚本：保坂大輔、清水崇
- 音楽：村松崇継
- 製作：村松秀信、與田尚志、佐野真之、丸橋哲彦、中林千賀子、後藤明信、檜原麻希、吉村和文、福田剛紀、宮田昌広
- 企画：紀伊宗之
- 企画・プロデュース：高橋大典
- プロデューサー：三宅はるえ
- 撮影：福本淳
- 照明：市川徳充
- 美術：稲付正人
- 録音：西山徹
- 編集：鈴木理
- 装飾：原島徳寿
- 衣装：小磯和代
- ヘアメイク：小出みさ
- 特殊スタイリスト：百武朋
- VFXスーパーバイザー：鹿角剛
- 音響効果：赤澤勇二
- 助監督：毛利安孝
- 制作担当：高橋輝光
- 配給：東映
- 制作プロダクション：ブースタープロジェクト
- 製作：「牛首村」製作委員会（東映、東映ビデオ、アスミック・エース、電通、山陽鋼業、ブースタープロジェクト、竹書房、ニッポン放送、ダイバーシティメディア、全日本プロレス、ギャンビット）

## 主なロケ地
魚津市
坪野鉱泉、魚津駅、海の駅蜃気楼
高岡市
雨晴海岸
栃木市
岩船山